# جامعه‌شناسی کلان
جامعه‌شناسی کلان (به انگلیسی:Macrosociology) رویکردی در مقیاس بزرگ به جامعه‌شناسی است که بر تحلیل نظام‌ها و جمعیت‌های اجتماعی در سطح ساختاری می‌پردازد و اغلب در سطح الزاماً بالایی از انتزاع نظری تأکید دارد. اگرچه جامعه‌شناسی کلان به افراد، خانواده‌ها و دیگر جنبه‌های تشکیل‌دهنده یک جامعه می‌پردازد، اما این کار را در رابطه با نظام اجتماعی بزرگ‌تری انجام می‌دهد که چنین عناصری بخشی از آن هستند. این رویکرد همچنین قادر به تجزیه و تحلیل مجموعه‌های اجتماعی تعمیم یافته‌است (به عنوان مثال «شهر» یا « کلیسا»).
در مقابل، جامعه‌شناسی خرد بر عامل اجتماعی فردی تمرکز دارد. با این حال، جامعه‌شناسی کلان به روندهای اجتماعی گسترده‌ای می‌پردازد که می‌تواند بعداً برای ویژگی‌های کوچکتر جامعه اعمال شود، یا بالعکس. برای تمایز، جامعه‌شناسی کلان به موضوعاتی مانند جنگ به عنوان یک کل می‌پردازد. پریشانی کشورهای جهان سوم؛ فقر در سطح ملی/بین‌المللی؛ و محرومیت محیطی، در حالی که جامعه‌شناسی خرد مسائلی مانند ویژگی‌های فردی جنگ (مانند رفاقت، لذت فرد از خشونت، و غیره)، نقش زنان در کشورهای جهان سوم؛ تأثیر فقر بر «خانواده»؛ و چگونگی تأثیر مهاجرت بر محیط زیست یک کشور را تحلیل می‌کند.
یک «جامعه» را می‌توان به عنوان مجموعه ای از جمعیت‌های انسانی در نظر گرفت که از نظر سیاسی مستقل هستند و اعضا در طیف گسترده‌ای از فعالیت‌های تعاونی شرکت می‌کنند. برای مثال، مردم آلمان را می‌توان «یک جامعه» در نظر گرفت، در حالی که افراد دارای میراث آلمانی به عنوان یک کل، از جمله افرادی که در کشورهای دیگر ساکن هستند، به خودی خود یک جامعه در نظر گرفته نمی‌شوند.